# Рибачок Анастасія Андріївна
Анастасія Андріївна Четверікова (Рибачок)(нар. 13 квітня 1998, Херсон) — українська спортсменка, веслувальниця-каноїстка, срібна призерка Олімпійських ігор 2020 та 2024 років, чемпіонка світу, чемпіонка Європи, бронзова призерка чемпіонатів світу та Європи.

## Кар'єра

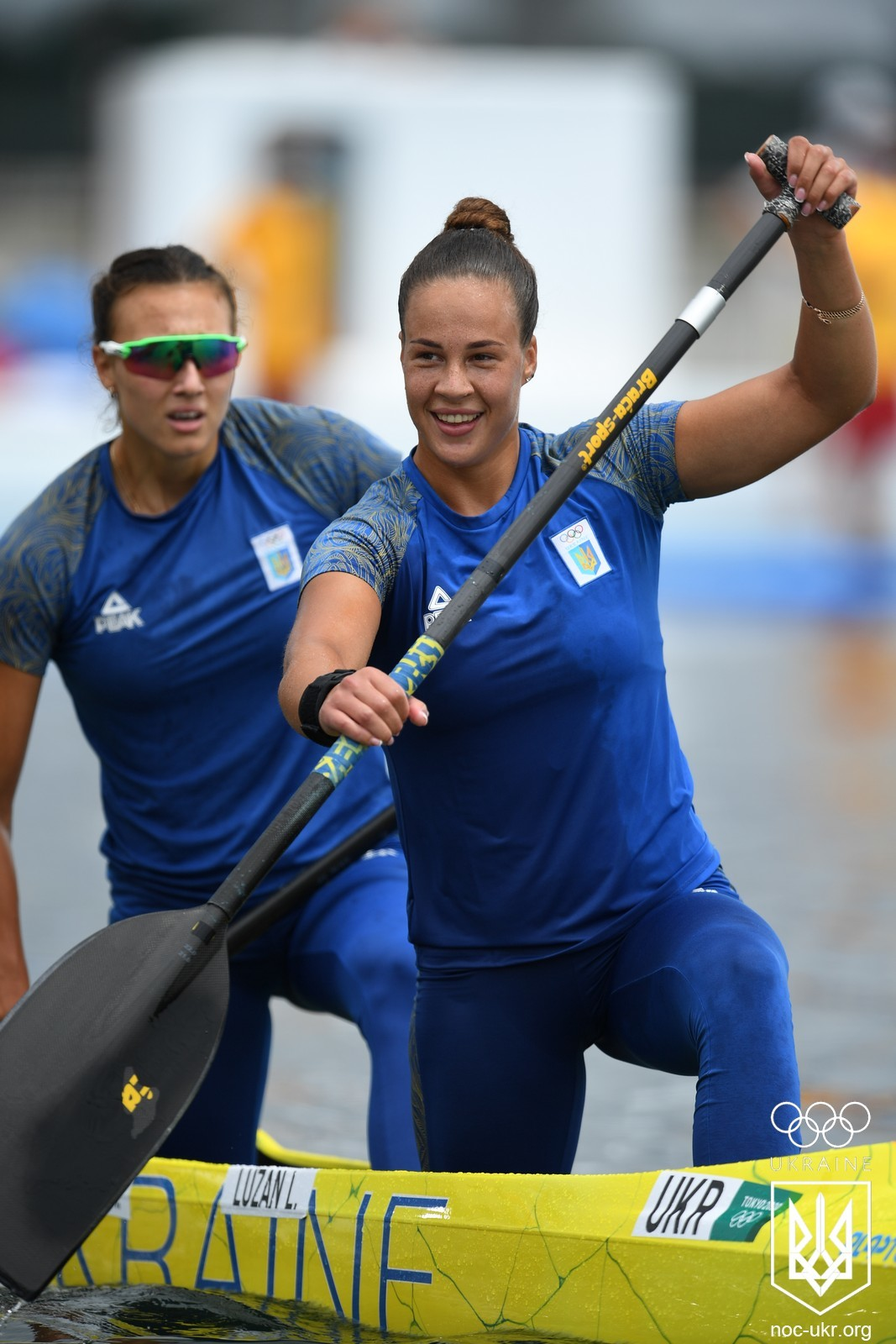
Анастасія Четверікова (позаду) та Людмила Лузан (попереду) на Олімпійських іграх 2020

Анастасія Четверікова народилася 13 квітня 1998 року в Херсоні. Першим тренером спортсменки був Василь Циховліс. Згодом вона почали представляти Житомирську область, а тренуватися у головного тренера збірної України з веслування на байдарках та каное, дворазового олімпійського чемпіона Юрія Чебана.
У 2017 році виступила на молодіжному чемпіонаті світу, де у каное-двійках на дистанції 200 метрів посіла четверте місце. Наступного року також виступила на молодіжному чемпіонаті світу, де двічі стала сьомою у каное-двійках на дистанціях 200 та 500 метрів. Також у 2018 році Анастасія дебютувала на дорослому чемпіонаті світу, де у фіналі каное-двійок на дистанції 500 метрів посіла восьме місце.
Сезон 2019 року веслувальниця розпочала, завоювавши чотири медалі на першому етапі Кубка світу, що відбувся у Польщі. Після цього взяла участь у Європейських іграх, де на олімпійській дистанції 200 метрів стала четвертою, а у парі з Людмилою Лузан здобула п'яте місце на дистанції 500 метрів. У липні українка тріумфально виступила на молодіжному чемпіонаті світу. Їй вдалося перемогти у каное-одиночці та двійці на дистанції 500 метрів, а також виграти срібну медаль у каное-двійці на дистанції 200 метрів. На чемпіонаті світу 2019 року зуміла виграти бронзову медаль на дистанції 500 метрів. На дистанції 200 метрів показала сьомий результат, та не змогла здобути ліцензію на Олімпійські ігри. Окрім цього взяла участь у заїздах каное-двійок в екіпажі з Людмилою Лузан. На дистанції 200 метрів українки посіли шосте місце, а на олімпійській дистанції 500 метрів стали сьомими, що гарантувало Україні ліцензію у цьому виді програми.
Найуспішнішим у кар'єрі спортсменки став 2021 рік. Він розпочався для українки на етапі Кубка світу в Сегеді, де вона виграла три медалі. На чемпіонаті Європи вона виступала лише у каное-двійках. Разом із Людмилою Лузан вона стала чемпіонкою Європи на дистанції 500 метрів та бронзовою призеркою чемпіонату Європи на дистанції 200 метрів. 4 серпня відбувся дебют спортсменки на Олімпійських іграх. Вона виступила у попередньому заїзді каное-одиночкок на дистанції 200 метрів. Посівши четверте місце, Анастасія вийшла у чвертьфінал, де фінішувала третьою, що не дозволило їй продовжити змагання. 6 серпня вона стартувала у каное-двійках на дистанції 500 метрів. В екіпажі з Людмилою Лузан вона перемогла у попередньому заїзді та вийшла у півфінал змагань. Він відбувся 7 серпня, а український екіпаж здобув ще одну перемогу та вийшов у фінал. Вирішальний заїзд відбувся також 7 серпня, а українки поступилися лише китайському екіпажу, здобувши срібні нагороди.
18 вересня 2021 року, на чемпіонаті світу з веслування на байдарках і каное, який проходив в Копенгагені (Данія), «золото» на дистанції 500 метрів виборола каное-двійка: Людмила Лузан — Анастасія Четверікова.

## Найкращі результати

### Олімпійські ігри
- — Олімпійські ігри 2020 (Токіо, Японія) (каное-двійка, 500 метрів)
- 🥈- Олімпійські ігри 2024 (Париж, Франція) (каное-двійка, 500 метрів)

### Чемпіонати світу
- — Чемпіонат світу 2021 (Копенгаген, Данія) (каное-двійка, 500 метрів)
- 🥈- Чемпіонат світу 2022 (Галіфакс, Канада) (каное-двійка , 500 метрів)
- — Чемпіонат світу 2019 (Сегед, Угорщина) (каное-одиночка, 500 метрів)

### Чемпіонати Європи
- — Чемпіонат Європи 2021 (Пловдив, Болгарія) (каное-двійка, 500 метрів)
- — Чемпіонат Європи 2021 (Пловдив, Болгарія) (каное-двійка, 200 метрів)
- 🥇 — Чемпіонат Європи 2022 (Мюнхен, Німеччина) (каное-двійка 500 метрів)
- — Чемпіонат Європи серед молоді 2019 (Рачице, Чехія) (каное-одиночка, 500 метрів)
- — Чемпіонат Європи серед молоді 2019 (Рачице, Чехія) (каное-двійка, 500 метрів)
- — Чемпіонат Європи серед молоді 2019 (Рачице, Чехія) (каное-двійка, 200 метрів)

### Кубки світу
- — Кубок світу 2019 (Познань, Польща) (каное-одиночка, 500 метрів)
- — Кубок світу 2020 (Сегед, Угорщина) (каное-двійка, 500 метрів)
- — Кубок світу 2021 (Сегед, Угорщина) (каное-двійка, 500 метрів)
- — Кубок світу 2021 (Сегед, Угорщина) (каное-одиночка, 500 метрів)
- — Кубок світу 2019 (Познань, Польща) (каное-двійка, 200 метрів)
- — Кубок світу 2019 (Познань, Польща) (каное-двійка, 500 метрів)
- — Кубок світу 2019 (Познань, Польща) (каное-двійка, 200 метрів, мікст)
- — Кубок світу 2020 (Сегед, Угорщина) (каное-двійка, 200 метрів, мікст)
- — Кубок світу 2021 (Сегед, Угорщина) (каное-двійка, 200 метрів)
- 🥇- Кубок світу 2022 (Познань, Польща) (каное-одиночка 500 метрів)
- 🥈 — Кубок світу 2022 (Рачіце, Чехія) (каное-двійка mix 500 метрів)
- 🥉- Кубок світу 2022 (Познань, Польща) (каное-двійка mix , 500 метрів)
- 🥈- Кубок світу 2024 (Познань, Польща) (каное-двійка , 500 метрів)

## Державні нагороди

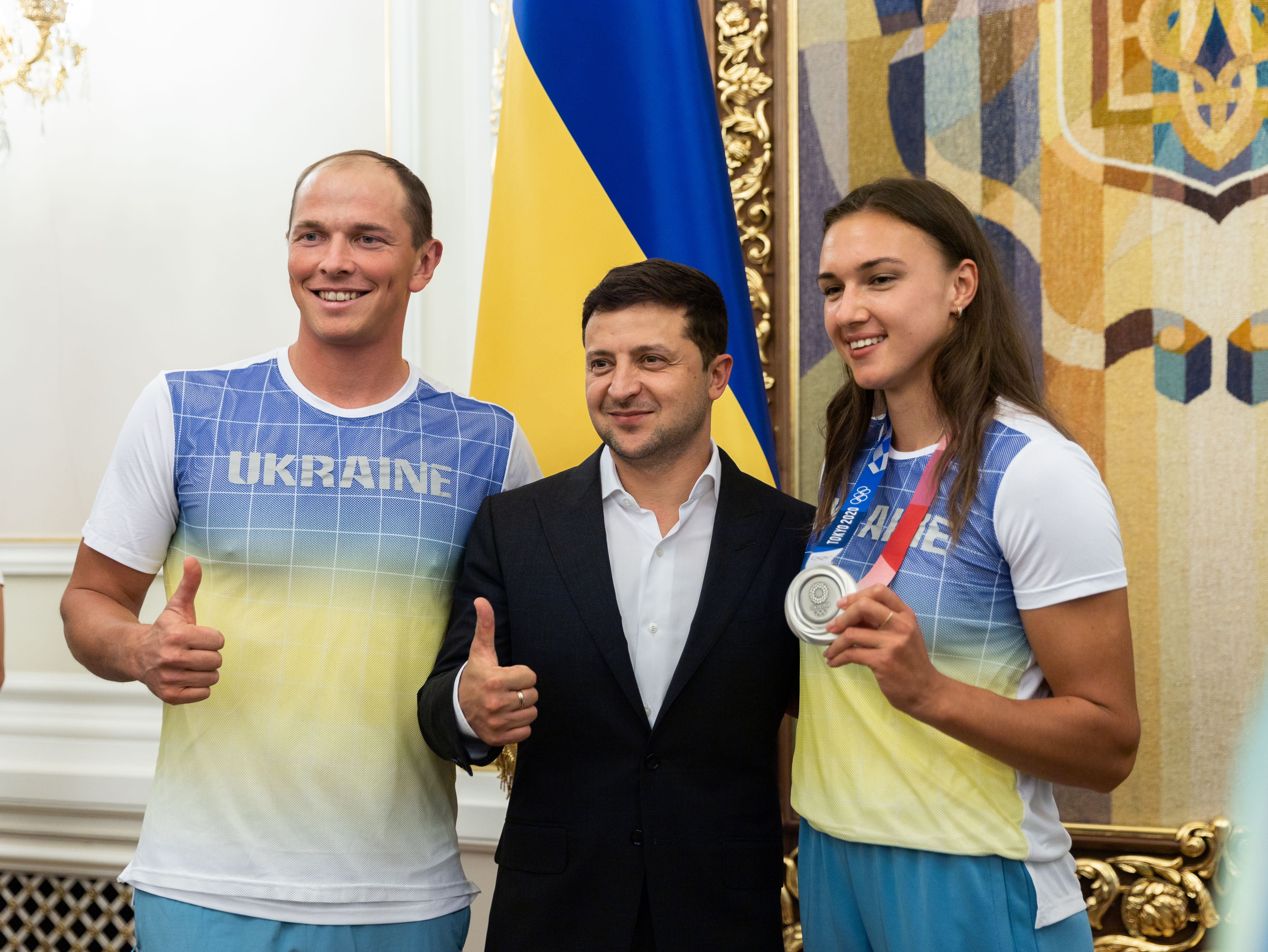
Анастасія Четверікова та її тренер Юрій Чебан на зустрічі з Перезидентом України Володимиром Зеленським

- Орден княгині Ольги II ст. (23 серпня 2024) — За досягнення високих спортивних результатів на ХХХІІІ літніх Олімпійських іграх у місті Парижі (Французька Республіка), виявлені самовідданість та волю до перемоги, утвердження міжнародного авторитету України.[6]
- Орден княгині Ольги III ст. (16 серпня 2021) — За досягнення високих спортивних результатів на ХХХІІ літніх Олімпійських іграх в місті Токіо (Японія), виявлені самовідданість та волю до перемоги, утвердження міжнародного авторитету України.[7]